# СНТ Вита
СНТ Вита — остановочный пункт Пермского региона Свердловской железной дороги на межстанционном перегоне Кукуштан — Ергач Транссибирской магистрали. Расположен в рядом с одноимённым садоводческим товариществом в окрестностях Перми.

## Название
Остановочный пункт СНТ Вита получил своё название в начале 2022 года в ходе проведения мероприятий по присвоению названий безымянным остановочным и раздельным пунктам Свердловской железной дороги. Подобные мероприятия проводились ещё с 2020 года. Современное название данного остановочного пункта связано с его расположением  рядом с садоводческим товариществом «Вита». Ранее он назывался 1492-м километром (1492 км) по километражу главного хода Транссиба.
В ходе предыдущих и последующих волн переименований были даны новые названия другим остановочным пунктам. Например, в Пермском районе, в пермском направлении железной дороги от СНТ Вита, остановочный пункт 1470 км был переименован в Медовый Дол.

## Географическое положение
Остановочный пункт СНТ Вита находится на 1492-м километре главного хода Транссибирской железнодорожной магистрали, на екатеринбургском направлении от станции Пермь II.
СНТ Вита находится к юго-востоку от Перми, в Пермском районе как административно-территориальной единице Пермского края и в Пермском муниципальном округе как муниципальном образовании, созданном в границах упразднённого Пермского муниципального района. До упразднения муниципального района и находившихся в его составе сельских поселений остановочный пункт располагался на землях Платошинского сельского поселения.
Остановочный пункт СНТ Вита находится юго-восточнее села Платошина — бывшего административного центра сельского поселения. Железная дорога в данной местности тоже проходит с северо-запада на юго-восток. На северо-восточной стороне от железнодорожного полотна расположены коллективные сады «Вита». Сам остановочный пункт расположен на юго-западном углу садов. В данном месте через пути сооружён железнодорожный переезд. Пассажирские платформы находятся по разные стороны от переезда, каждая из них — в по ту сторону, куда направлено движение поездов. Сама автодорога является одним из подъездов к Платошину от автомагистрали регионального значения Р242 (Пермь — Екатеринбург). В районе садов и переезда от подъездной автодороги есть съезд на северо-восток, в сторону соседней деревни Усть-Курашим.

## Пригородные перевозки
Остановочный пункт СНТ Вита расположен на двухпутной электрифицированной железнодорожной ветке. Электрификация участка Пермь — Шаля проводилась в 1963 году.
В настоящее время через СНТ Вита курсируют пригородные электропоезда, в том числе скоростные электропоезда «Ласточка». Компания-перевозчик — АО «Пермская пригородная компания». Маршруты поездов сосредоточены в основном в окрестностях города Перми и по средней полосе Пермского края. Часть маршрутов поездов достигают Шалинского района соседней Свердловской области. Маршруты следования поездов по остановочному пункту представлены в таблице «Пригородное сообщение» (данные представлены на 2022—2023 годы, возможны незначительные изменения). Поезда дальнего следования проходят СНТ Вита без остановок. На остановочном пункте две боковые пассажирские платформы. Зала ожидания и билетных касс здесь нет.
|                                                  | Пермское направление | Пермское направление | Пермское направление | Екатеринбургское направление | Екатеринбургское направление | Екатеринбургское направление |
| Номера поездов                                   | Маршрут              | Дни следования       | Номера поездов       | Маршрут                      | Дни следования               |                              |
| ------------------------------------------------ | -------------------- | -------------------- | -------------------- | ---------------------------- | ---------------------------- | ---------------------------- |
| Пригородные электропоезда                        | 7161                 | Кишерть — Пермь II   | Ежедневно            | 6198                         | Пермь II — Кишерть           | Ежедневно                    |
| Пригородные электропоезда                        | 7175/7165            | Шаля — Пермь II      | Ежедневно            | 6002/7162/7176               | Верещагино — Шаля            | Ежедневно                    |
| Пригородные электропоезда                        | 6193                 | Кунгур — Верещагино  | По пт и вс           | 6194                         | Пермь II — Кунгур            | По пт и вс                   |
| Пригородные электропоезда                        | 7177/7177/7173/6107  | Шаля — Оверята       | Ежедневно            |                              |                              |                              |
| Скоростные пригородные электропопезда «Ласточка» | 7191/7143            | Кунгур — Верещагино  | Ежедневно            | 7144/6192                    | Верещагино — Кунгур          | Ежедневно                    |
| Скоростные пригородные электропопезда «Ласточка» | 7169/6132            | Кордон — Лёвшино     | Ежедневно            | 6121/7166                    | Лёвшино — Кордон             | Ежедневно                    |

### Электронные ресурсы
1. 1 2 3  История электрификации железных дорог СССР. Дата обращения: 27 октября 2022. Архивировано 21 июня 2017 года.
2. 1 2 3  Данные получены при помощи картографического сервиса Яндекс Карты.
3. ↑  В Прикамье переименовали шесть железнодорожных остановок — 59.ru. Дата обращения: 27 октября 2022. Архивировано 27 октября 2022 года.
4. ↑  Буквы вместо цифр. В Кунгурском округе переименовали две остановочные площадки — Искра. Дата обращения: 27 октября 2022. Архивировано 27 октября 2022 года.
5. ↑  Закон Пермского края от 29.04.2022 № 75-ПК «Об образовании нового муниципального образования Пермский муниципальный округ Пермского края». Дата обращения: 29 июня 2022.
6. ↑  Расписание электричек по остановочному пункту СНТ Вита (1492 км) — АО «Пермская пригородная компания»
7. ↑  Остановочный пункт 1492 км. Фотолинии — Railwayz.info. Дата обращения: 27 октября 2022. Архивировано 27 октября 2022 года.